# ロック・パイロット
ロック・パイロット （Rock Pilot、1970年：結成 - 1972年：解散）は、かつて存在した日本のロックバンドである。

## 略歴・概要
1970年（昭和45年）、元ピーターズの中尾喜紀と矢花郁雄、元内田裕也&ザ・フラワーズでもあり元ファニーズの中村健人、元P.S.ヴィーナスの木幡聖彦、秋本良永、吉田茂樹の6人で結成された。同年5月、東京・有楽町の日本劇場での第41回「日劇ウエスタンカーニバル」にザ・スパイダース、ザ・タイガースとともに参加した。
吉田は、翌1971年（昭和46年）1月25日のレコードデビューの前に脱退、木幡がベースにシフトし、5人のメンバーで、当時ザ・タイガースの沢田研二が作曲したシングル『ひとりぼっちの出発』でデビューした。
同年7月、アルバム『ロック・パイロット』をリリース。ライブアクトにはアラン・メリルと組むことが多かった。また、木幡がベースにシフトしたため、近田春夫がキーボードを弾くことがあった。
1972年（昭和47年）1月15日 - 同22日、「日劇新春ウエスタン★カーニバル」にPYGらとともに出演、その後、秋本が脱退、西亜紀人が加入したが、同年6月の東京・霞ヶ丘町の日本青年館でのライブをもって解散した。解散後、ファンクラブのためにライブ・アルバム『LAST DEPARTURE』がリリースされた。メンバーのうち、中尾がローズマリーの結成に参加、その後は、ローズマリーの東冬木（現モト冬樹）と上原おさむとともにジュテームを結成した。
現在CD化された音源は、 1998年（平成10年）6月25日に再発売されたファーストアルバム『ロック・パイロット』のみである。

## メンバー
- 中尾喜紀（ヴォーカル）ニックネーム：キーボー
  - のちにローズマリー【1973年】、ジュテーム【1975年】、ミッシェル【1977年】で再デビュー。
- 中村健人（ヴォーカル）
- 矢花郁雄（ギター）
- 木幡聖彦（ベース、キーボード）ニックネーム：トム
  - 結成当初はギター、キーボード担当だった。
- 西亜紀人（キーボード→ドラムス）1972年に加入。
  - 加入当初はキーボードを担当する予定だった為、ライブ・アルバム『LAST DEPARTURE』ではキーボード担当とクレジットされている。
- 吉田茂樹（ベース）レコードデビューの前に脱退。
- 秋本良永（ドラムス）1972年に脱退。

## ディスコグラフィ

### シングル
1. ひとりぼっちの出発（作詞：安井かずみ／作曲：沢田研二／編曲：井上尭之）1971年1月25日発売／L-1004
  - ゆりになった少年（作詞：安井かずみ／作曲・編曲：かまやつひろし）
2. 風にそよぐ葦（作詞：安井かずみ／作曲：沢田研二）1971年／L-1028P
  - 悪い季節（作詞：安井かずみ／作曲：木幡聖彦）
3. 月旅行（作詞：安井かずみ／作曲：かまやつひろし）1971年8月10日／L-1050
  - 青春の祈り（作詞：安井かずみ／作曲：すぎやまこういち）
4. レマンのほとり（作詞：片桐和子／作曲：加瀬邦彦／編曲：木幡聖彦・渡辺直樹）1971年12月発売／L-1064P
  - おんぼろ車でぶっとばせ！（作詞：安井かずみ／作曲：かまやつひろし／編曲：木幡聖彦・渡辺直樹）

### アルバム
1. ロック・パイロット 1971年7月発売／L-6009P - 1998年6月25日CD化／WPC6-8460
  1. ひとりぼっちの出発
  2. 風にそよぐ葦
  3. 落葉の物語＜ザ・タイガースのカバー＞
  4. ゆりになった少年
  5. 君だけに愛を＜ザ・タイガースのカバー＞
  6. ブルージーン・ブルース
  7. 青春の祈り
  8. ふたりでいたい
  9. 悪い季節
  10. ゲーム
  11. ある青春
2. みんなのアイドル　TVマンガ大行進 - アニメや特撮モノの主題歌をニューロック風にアレンジしたカバー・アルバム
3. LAST DEPARTURE／SS2581 - ライブ盤

## 関連事項
- アラン・メリル
- 近田春夫
- グループ・サウンズ

## 註
1. ↑  ポニーキャニオン公式サイト内のフラワー・トラベリン・バンドの「BIOGRAPHY」の項の記述を参照。
2. ↑  パンフレット『日劇新春ウエスタン★カーニバル』（日本劇場、1972年1月15日発行）の記述を参照。
3. ↑  #外部リンク内のYahoo! ミュージック「ロック・パイロット」リンク先の記述を参照。